# Der Teufel spielte Balalaika
Der Teufel spielte Balalaika ist ein deutsches Kriegsdrama mit dem jungen Götz George aus dem Jahre 1961.
Der Schwarzweißfilm spielt 1950 in Sibirien in einem sowjetischen Kriegsgefangenenlager. Sowohl der Regisseur Leopold Lahola als auch der Produzent Peter Bamberger waren selbst in Lagern interniert gewesen. Der Film wurde am 21. Februar 1961 in der Bundesrepublik Deutschland uraufgeführt, 1977 wiederveröffentlicht und erschien 2008 als DVD.

## Handlung
Sibirien nach dem Zweiten Weltkrieg: Leutnant Fusow als Lagerleiter in einem Kriegsgefangenenlager für deutsche und japanische Kriegsgefangene drangsaliert die Kriegsgefangenen.
Die Gefangenen müssen tagsüber in einem Steinbruch Schwerstarbeit leisten und bekommen gerade so viel zu essen, um überleben zu können. Nur der jüdische Offizier Seidenwar und seine Frau Elena – sie war selbst als Österreicherin mit jüdischen Wurzeln in einem KZ der Deutschen – behandeln die Eingesperrten mit Respekt und versuchen ihnen zu helfen. Unter anderem versuchen sie die Gefangenen umzustimmen, als einige von ihnen die Flucht planen.
Der Fluchtplan wird von einem Mitgefangenen an den deutschen Aufseher verraten, jedoch wird zur gleichen Zeit der Gefangene Peter Joost von Seidenwar und seiner Frau, welche sich auch ein wenig in Peter verliebt,  vernommen und von den Ausbruchswilligen verdächtigt, deren Plan verraten zu haben. Deshalb wird auch einer der am Plan beteiligten in den Karzer gesteckt. Als dieser wieder freikommt, will er sich an Peter Joost rächen und manipuliert deshalb den Schienenstrang, auf dem  Peter mit seiner vollgeladenen Steinlore langfährt. Diese entgleist und Peter verletzt sich schwer. Er kommt trotz Verletzung am Kopf und am Arm noch nicht ins Lazarett, sondern ganz normal mit in die Baracke.
Am Abend werden die Baracken durchsucht. Dort wird Peter eine Landkarte der Ausbruchwilligen zum Verstecken in seinem Verband gegeben. Ein deutscher Aufseher findet sie. Dieser meldet dies dem Offizier Seidenwar, der leitet es aber nicht weiter, sondern steckt Peter ins Lazarett und setzt ihn und die drei Ausbrecher auf die Liste der Heimkehrer. Die drei haben jetzt aber doch Angst bekommen und flüchten noch in derselben Nacht. Peter kommt am nächsten Morgen mit auf den Lkw der Heimkehrer und fährt nach Hause.
Als Leutnant Fusow die Flucht gemeldet wird, gibt er Alarm und löst die Suche aus, wobei ihn auch der deutsche Aufseher darauf aufmerksam macht, dass er die Landkarte bei Peter gefunden und dies auch Seidenwar gemeldet habe. Leutnant Fusow versucht noch den Transport von Peter aufzuhalten, doch es ist zu spät. Die drei Flüchtigen werden aufgegriffen, wobei einer erschossen wird und die anderen beiden zurück ins Lager kommen. Seidenwar wird wegen seines Vergehens versetzt, seine Frau, die aufgrund ihrer KZ-Haft unter dem Lageraufenthalt sehr leidet und dort Fusows Belästigungen ausgesetzt ist, muss jedoch im Lager bleiben.

## Kritiken
Der Spiegel schrieb 1961: „Subtiler als frühere Plenny-Erzählungen paßt dieser Film (Regie: Leopold Lahola) das Figurenpanorama eines sibirischen Gefangenenlagers neudeutschen Geschichtsvorstellungen an.“
Die Frankfurter Allgemeine Zeitung schrieb 1961 von einem „ernst zu nehmenden deutschen Beitrag zu unserer jüngsten Geschichte“.
Die Frankfurter Rundschau kritisierte 1961, der Film verliere sich im „Nebulosen, Kosmischen“.
Günter Dahl schrieb 1961 in der Wochenzeitung Die Zeit: „Es scheint einer jener Stoffe gewesen zu sein, die ein der Filmkonfektion verhafteter Mann sich irgendwann in seinem Leben von der Seele drehen muß. Bamberger war selbst ein Plenni, ein Kriegsgefangener. Er weiß, wie es jenseits des Urals aussieht. Wer mag ihm nur diesen klangvollen, aber dämlichen Filmtitel eingeredet haben.“
Prisma.de bezeichnete den Film als „ambitioniertes Kriegsdrama“, nannte es jedoch ärgerlich,  „dass Lahola die Härten des sowjetischen Kriegsgefangenenlagers mit den furchtbaren Vernichtungslagern des Nazis quasi gleichsetzt“.